# Rats! on the Road
Rats! on the Road war eine Tournee der schwedischen Heavy-Metal-Band Ghost.

## Überblick
Am 27. Februar 2018 kündigten Ghost ihr viertes Studioalbum Prequelle an, dessen Veröffentlichung am 1. Juni 2018 erfolgte. Die Tournee begann am 5. Mai 2018 in Riverside und endete am 1. Juni 2018 in Saint Paul. Die Tournee umfasste 20 Konzerte, die allesamt in den Vereinigten Staaten stattfanden. Die Tournee umfasst einen Auftritt beim Rocklahoma-Festival. Ghost verzichteten für diese Tournee auf eine Vorgruppe und teilten ihr Set in zwei Akte. Am 6. April 2018 stellten Ghost in einem Video ihren neuen Sänger Cardinal Copia vor, der vom Sänger Tobias Forge dargestellt wird. Beim Auftakt der Tournee spielten Ghost fünf Titel des zum damaligen Zeitpunkt noch nicht veröffentlichten Album. Neben Rats, dem Namensgeber der Tournee, waren dies Faith, Dance Macabre, Miasma und Pro Memoria. Beim Konzert in Milwaukee am 31. Mai 2018 kollabierte ein Zuschauer und verstarb wenige Stunden später. Als Todesursache wurde ein Herzstillstand festgestellt. Das Konzert wurde daraufhin vorzeitig beendet. Am 31. Oktober 2018 beendeten Ghost das abgebrochene Konzert, bei dem ein exklusives T-Shirt verkauft wurde, dessen Einnahmen an die Hinterbliebenen des verstorbenen Zuschauers gingen.
Ghost spielten bei jedem Konzert unmittelbar vor dem Beginn ihres Auftritts vom Band die Lieder Klara Stjärnor von Jan Johansson sowie Miserere Mei, Deus von Gregorio Allegri. Der zweite Akt wurde eröffnet mit dem Lied Masked Ball von Jocelyn Pook. Nach dem Ende des Auftritts lief das Lied The Host of Seraphim von Dead Can Dance.

## Konzerte
Der Festivalauftritt ist grün unterlegt.
| Datum        | Stadt            | Veranstaltungsort              |
| ------------ | ---------------- | ------------------------------ |
| 5. Mai 2018  | Riverside        | Riverside Municipal Auditorium |
| 6. Mai 2018  | Tucson           | Tucson Music Hall              |
| 8. Mai 2018  | Houston          | Revention Music Center         |
| 10. Mai 2018 | Chattanooga      | Tivoli                         |
| 11. Mai 2018 | Cincinnati       | The Taft Theatre               |
| 12. Mai 2018 | Detroit          | The Fillmore                   |
| 13. Mai 2018 | Columbus         | Express Live                   |
| 15. Mai 2018 | Port Chester     | The Capitol Theatre            |
| 16. Mai 2018 | Syracuse         | Crouse Hinds Theater           |
| 18. Mai 2018 | Pittsburgh       | Benedum Center                 |
| 19. Mai 2018 | Philadelphia     | WMMR BBQ                       |
| 20. Mai 2018 | Washington, D.C. | Warner Theatre                 |
| 22. Mai 2018 | Asheville        | Thomas Wolfe Auditorium        |
| 23. Mai 2018 | Nashville        | Tennessee PAC                  |
| 25. Mai 2018 | St. Louis        | Peabody Opera House            |
| 26. Mai 2018 | Pryor            | Rocklahoma                     |
| 27. Mai 2018 | Memphis          | Cannon Center                  |
| 29. Mai 2018 | Fort Wayne       | The Clyde Theater              |
| 31. Mai 2018 | Milwaukee        | Riverside Theater              |
| 1. Juni 2018 | Saint Paul       | The Palace Theater             |

## Setlists
| Ghost – Act I (5. Mai 2018) 1. Ashes 2. Rats 3. Absolution 4. Ritual 5. Con Clavi Con Dio 6. Per Aspera Ad Inferni 7. Devil Church 8. Cirice 9. Stand by Him 10. Miasma 11. Jigolo Har Megiddo 12. Pro Memoria 13. Deus in Absentia | Ghost – Act II (5. Mai 2018) 1. Spirit 2. From the Pinnacle to the Pit 3. Faith 4. Year Zero 5. Spöksonat 6. He Is 7. Prime Mover 8. Mummy Dust 9. If You Have Ghost 10. Dance Macabre 11. Square Hammer |

## Persönlichkeiten
Ghost
- Cardinal Copia – Gesang
- A Nameless Ghoul – Leadgitarre
- A Nameless Ghoul – Rhythmusgitarre
- A Nameless Ghoul – Bass
- A Nameless Ghoul – Keyboard
- A Nameless Ghoul – Schlagzeug